# Alma Lusa
Alma Lusa war eine portugiesische Band, die speziell für den Eurovision Song Contest gegründet wurde.

## Werdegang
Die Bandmitglieder waren: Inês Santos (Gesang, * 16. Dezember 1978), Carlos Jesus (Portugiesische Gitarre), Henrique Lopes (Perkussion), Carlos Ferreirinha (Cavaquinho), Pedro Soares (Sackpfeife) und José Cid (Akkordeon).
Durch ein Juryvotum setzte sich die Gruppe beim Festival da Canção 1998 gegen acht Mitbewerber durch und durfte daher beim Eurovision Song Contest 1998 in Birmingham für ihr Heimatland antreten. Mit dem folkloristisch angehauchten Schlager Se eu te pudesse abraçar erreichte man Platz 12. Nach dem Wettbewerb löste sich die Gruppe auf.
Leadsängerin Inês Santos war bereits vor der ESC-Teilnahme als Leadsängerin einer Band aktiv gewesen. Mit Segredo dos Deuses veröffentlichte sie 1996 ein selbstbetiteltes Album. Als Solistin veröffentlichte sie 2000 eine Single, Nada muda. Auch danach setzte sie ihre Karriere als Sängerin fort und war häufig im portugiesischen Fernsehen zu sehen. 2016 folgte ein Album, Sal.